# Mere Brow
Mere Brow är en by i Lancashire i England. Byn ligger 43,3 km från Lancaster. Orten har 545 invånare (2015).